# Clews Competition Motorcycles
Clews Competition Machines (CCM) és un fabricant britànic de motocicletes amb seu a Bolton (Gran Manchester). L'empresa fou fundada el 1971 per Alan Clews i es va fer coneguda per produir motocicletes de motocròs amb motors BSA. Al llarg de la seva història, CCM ha produït diversos models de motocicletes equipades amb altres motors, entre ells Rotax, Suzuki i Kymco.

## Història

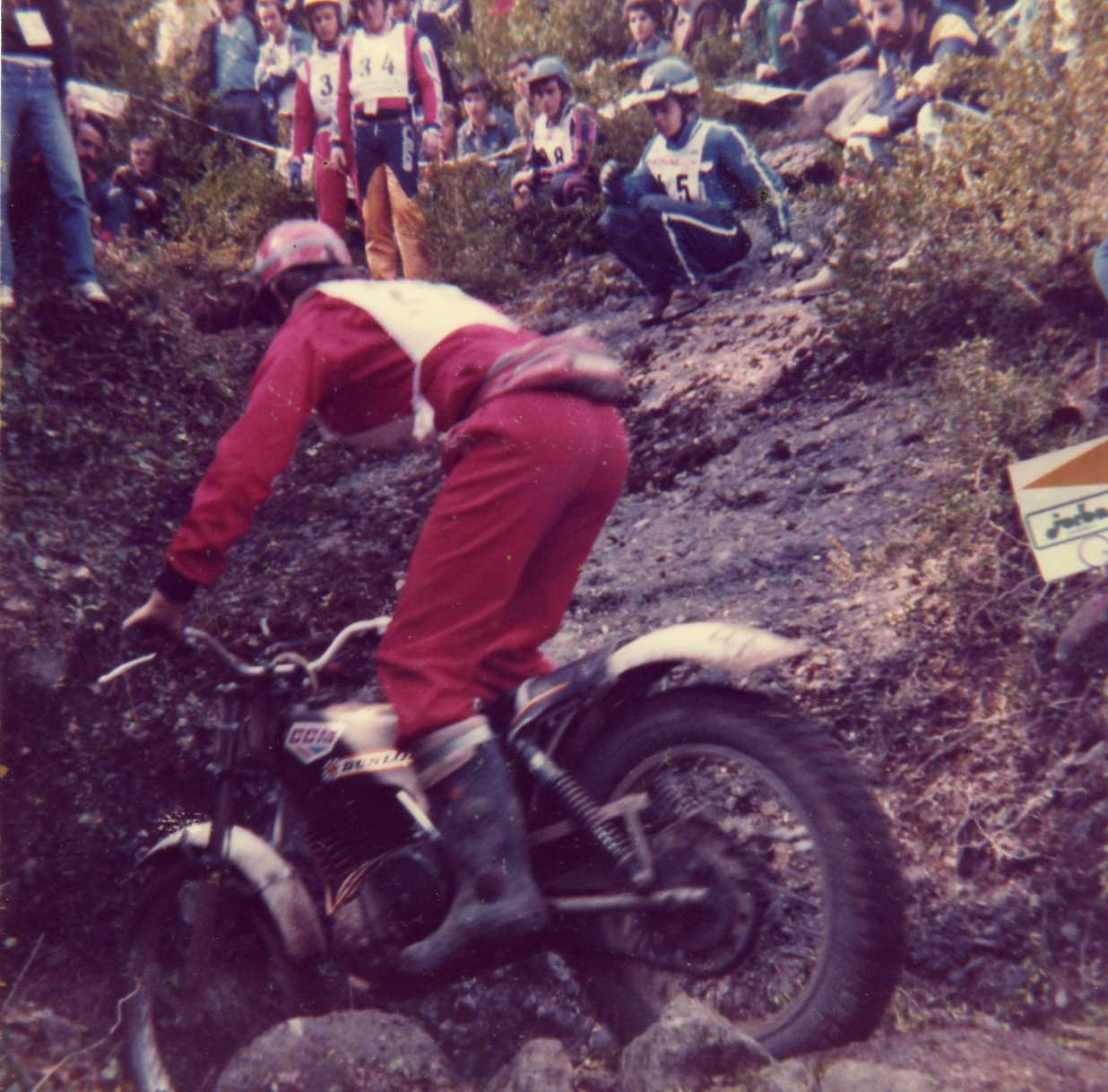
Nick Jefferies amb la CCM al Trial de Sant Llorenç de 1978

Alan Clews va ser un reeixit pilot de trial i motocròs a finals de la dècada del 1960. Sempre havia volgut una moto de motocròs més lleugera, àgil i moderna, com les de 500cc fetes a mesura que feia servir l'equip oficial de fàbrica de BSA. Quan el departament de competició d'aquesta marca es va dissoldre el 1971, Clews va veure la seva oportunitat i en va comprar totes les peces de fàbrica que hi havia disponibles.
Clews va començar a construir motos de motocròs al seu garatge. En no tenir accés als motors de fàbrica de BSA, va introduir les seves pròpies millores a l'estàndard de la BSA B50 de 500cc, obtingut en desmuntar les B50 de motocròs. La seva reputació com a constructor de motos de motocròs de quatre temps capaces de competir amb les preeminents de dos temps va créixer. A mitjan dècada del 1970, l'equip de competició de CCM va aconseguir resultats respectables al Campionat del Món de motocròs de 500cc, especialment amb el seu pilot John Banks, qui hi acabà entre els cinc primers classificats en diverses curses. Durant aquella època, CCM va desenvolupar també un prototip de trial que va participar al Campionat del món, amb resultats discrets, pilotat per Nick Jefferies i Dave Thorpe. Anomenada CCM 350TR, aquesta motocicleta duia un motor BSA de quatre temps de 350 cc.
Tot i que va començar amb motors BSA, CCM va fer-ne servir de Rotax durant les dècades del 1980 i 1990, quan la producció va arribar a un màxim de 3.500 unitats anuals. Entre 1983 i 1985, més de 4.000 motocicletes CCM es van exportar a l'Amèrica del Nord sota la marca Can-Am.
El 1984, l'empresa va obtenir un contracte per a produir les motocicletes Armstrong MT500 amb motor Rotax per a l'exèrcit britànic, i per mitjà de les vendes a l'estranger va guanyar un Queen's Export Award. La MT500 derivava de la SWM XN Tornado italiana, de la qual Armstrong en va adquirir els drets el 1984 quan SWM va tancar i, posteriorment, la va modificar per a l'ús militar. Harley-Davidson va comprar els drets de producció de la MT500 el 1987, quan l'OTAN va triar aquesta moto, i en va crear una versió de 350 cc que en reduïa el pes i incorporava arrencada elèctrica, alhora que n'actualitzava els estàndards de contaminació. Aquest nou model s'anomenà Harley-Davidson MT350E.

## Retorn a mans de Clews

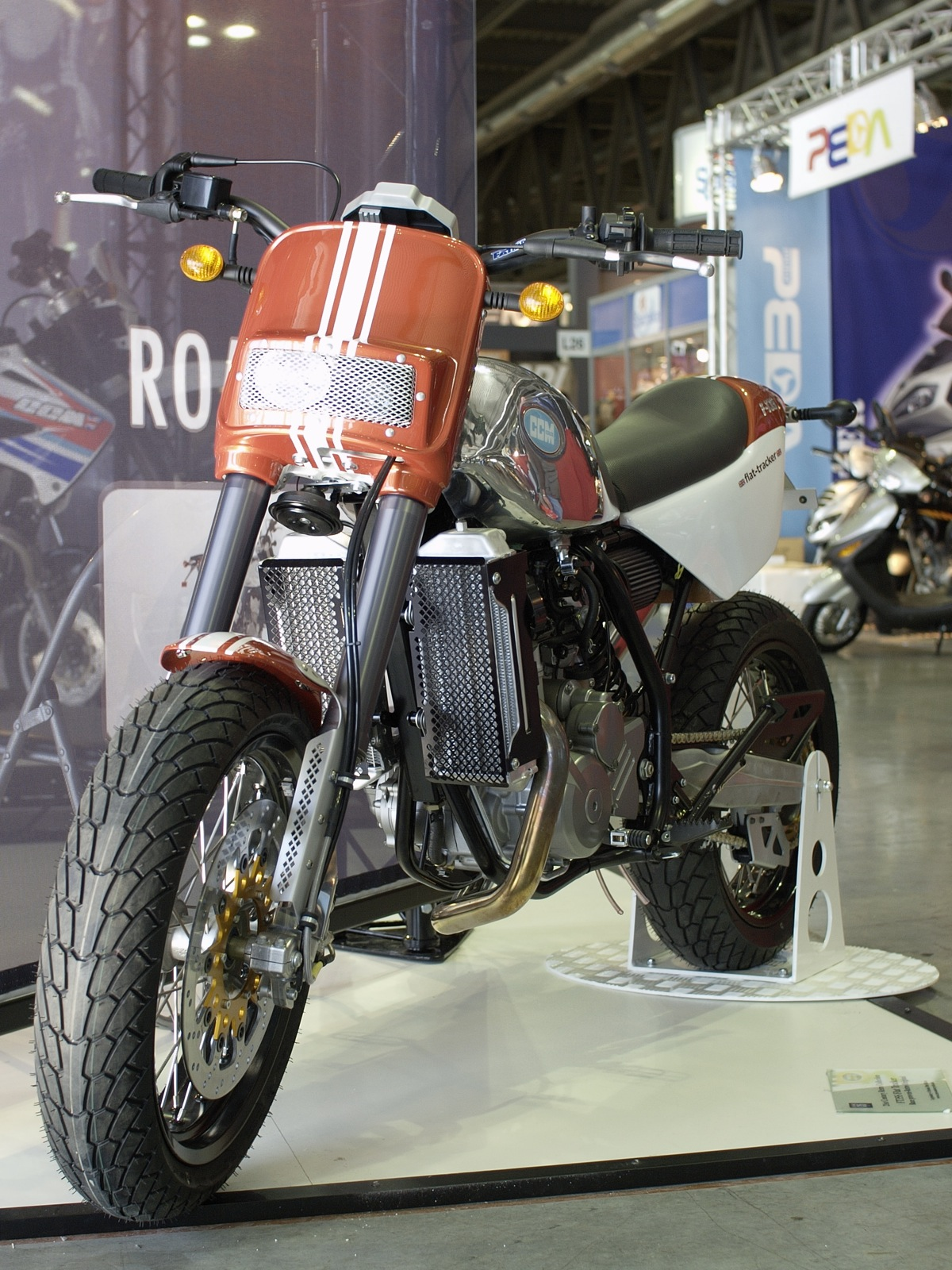
La CCM FT35 el 2007

L'empresa CCM va ser adquirida per la família Robson el 1998, alhora que adquirien motors de Suzuki DR-Z400 per a fabricar-hi motocicletes. El 2004, l'empresa va cessar l'activitat i el seu propietari original, Alan Clews, en va recuperar els actius. El 2005, la companyia va llançar dues noves motocicletes, la R35 de Supermoto i la FT35 per a flat track. CCM va tornar a la competició internacional tot presentant un equip al mundial de motocròs de 2009, amb els pilots Tom Church, Jason Dougan i Ray Rowson.
El 2010, CCM va tornar a treballar amb els militars, amb un contracte de 1.500 motos. La marca va aconseguir el 2011 el seu primer doble Campionat britànic de supercross amb Tom Church i Stephen Sword.

### CCM GP450
El 2013, CCM va anunciar que preparava un nou model, la GP450, per a satisfer la demanda del mercat de motocicletes d'aventura matriculables de pes mitjà. El 2014 se'n va posar a disposició dels periodistes un prototip, i les primeres unitats van sortir de la línia de producció el novembre d'aquell any. La GP450 és molt lleugera (125 kg en sec, aproximadament 100 kg menys que el model líder de la categoria, la BMW R1200GS). Disposa d'un xassís d'alumini "Bond-Lite" que, segons la pròpia CCM, és el primer del seu gènere. El motor és un BMW monocilíndric de 4 temps de 450 cc que lliura entre 51 i 41 CV. Originalment emprat a la BMW GP450X, aquest motor de 450 cc està fabricat a Taiwan per Kymco. La CCM GP450 rebé comentaris molt favorables per la seva lleugeresa, la capacitat de resposta del motor i l'excel·lent maniobrabilitat, tant en carretera com en fora d'asfalt. Cap al 2015, la plantilla de CCM, d'onze treballadors, en produïa 8 unitats setmanals.

### CCM Spitfire
A causa de les normes d'emissions Euro 4, la GP450 es va anar abandonant gradualment, ja que el motor no complia aquesta normativa. Un grup de treballadors de CCM es va dedicar a dissenyar una nova màquina, la Spitfire, el xassís de la qual s'havia de soldar a mà amb acer al carboni T45 i cobrir després amb una laca transparent que permetia veure'n les soldadures. El primer prototip es va presentar a finals del 2016 i, més tard, es van afegir quatre models més a la gamma.